# Анатолий (наместник Финикии)
Анатолий (лат. Anatolius) — римский политический деятель второй половины IV века.
Анатолий происходил из Киликии. До 361 года он был наместником Галатии. В 361 году Анатолий занимал должность наместника Финикии. Переписывался с известным ритором Либанием.
У него было три сына: Аполлинарий, Гемелл и Анатолий.